# 松久ミユキ
松久（広中） ミユキ（まつひさ（ひろなか） みゆき、1945年（昭和20年）8月15日 - ）は、日本の体操選手。

## 経歴・人物
京都市出身。日本体育大学出身。
1967年ユニバーシアード東京大会において団体総合優勝、個人総合優勝を果たした。 
1968年、1972年、1976年の夏季オリンピックに出場した。
引退後は、花園大学創造表現学科教授となった。